# BATTLE FUNKASTIC
「BATTLE FUNKASTIC」（バトル・ファンカスティック）は、布袋寅泰とRIP SLYME（“HOTEI vs RIP SLYME”名義）の楽曲である。2006年1月25日にVirgin Musicよりコラボレーションシングルとして発売された。

## 概要
布袋寅泰の「BATTLE WITHOUT HONOR OR HUMANITY」とRIP SLYMEの「FUNKASTIC」をマッシュアップという手法で合成した楽曲で、「MTV TOYOTA MASH UP PROJECT」という企画から生み出された。そのため、2005年12月から2006年4月までトヨタ・bBのCM曲として使用された。
本作は布袋バージョンを収録しており、RIP SLYMEバージョンの「FUNKASTIC BATTLE」は同日発売されたシングル『Hot chocolate』のカップリング曲として、“RIP SLYME vs HOTEI”名義で収録されている。
その後、布袋はブライアン・セッツァーと「BACK STREETS OF TOKYO」、Charと「Stereocaster」を、RIP SLYMEはくるりと「ラヴぃ」「Juice」を、それぞれコラボレーションシングルとしてリリースしている。

## 収録曲
| #         | タイトル             | 作詞                    | 作曲                 | 編曲      | 時間 |
| --------- | -------------------- | ----------------------- | -------------------- | --------- | ---- |
| 1.        | 「BATTLE FUNKASTIC」 | RYO-Z,ILMARI,PES and SU | 布袋寅泰 & DJ FUMIYA | 福富幸宏  | 4:54 |
| 合計時間: | 合計時間:            | 合計時間:               | 合計時間:            | 合計時間: | 4:54 |